# Marek Boneczko
Marek Boneczko (ur. 11 maja 1974 w Kwidzynie) – polski piłkarz ręczny, grający na pozycji kołowego. Obecnie reprezentujący barwy Welcon A/S
W Malborku występuje od 2012 roku. Wcześniej reprezentował barwy Warmii Olsztyn.